# Survivor: Борнео
Survivor: Борнео — первый сезон американского телешоу Survivor (российский аналог — «Последний герой»). Шоу снималась в период с 31 марта 2000 года по 20 апреля 2000 года. Официальная премьера по каналу CBS состоялась 31 мая 2000 года. В качестве места съёмок был выбран остров Пулау Тига, принадлежащий Малайзии и находящийся недалеко от острова Борнео.
Шестнадцать участников были разделены на два племени — Таги и Пагонг, названные в честь пляжей, на которых жили герои телешоу. После того, как шестеро участников выбыло, племена были объединены в одно племя — Раттана. Название было придумано участниками Шон Кенниффом и Дженной Льюис в честь обильно произрастающего на острове ротанга. После 39 дней пребывания на острове победителем стал корпоративный тренер из Род-Айленда Ричард Хэтч, обошедший в финале на один голос речного гида из Лас-Вегаса Келли Вигглсворт.
В 2006 году обнаружилось, что Ричард Хэтч не уплатил налоги за победу в игре. По американским законам он был лишен свободы на 51 месяц.

## Участники
16 участников разного возраста, профессий, живущих в разных уголках США приняли участие в первом сезоне одного из самых популярных телешоу во всем мире — Survivor (Последний герой). Они были разделены на два племени — Таги и Пагонг. После того, как из игры были исключены шесть игроков, племена объединились в племя Раттана. Семеро игроков, занявших места с девятого по третье вошли в состав жюри, определявшего кто из финалистов получит главный приз — $1 000 000.
| Участник                                         | Первоначальное племя | Объединённое племя | Выбыл                                     | Всего голосов[1] |
| ------------------------------------------------ | -------------------- | ------------------ | ----------------------------------------- | ---------------- |
| Б. Б. Андерсен 64, Девелопер                     | Пагонг               |                    | Выбыл вторым День 6                       | 6                |
| Грег Бьюис 24, Путешественник                    | Пагонг               | Раттана            | Выбыл восьмым 1-й член жюри День 24       | 6                |
| Гретчен Корди 38, Учительница                    | Пагонг               | Раттана            | Выбыла седьмой День 21                    | 4                |
| Дирк Бин 23, Фермер                              | Таги                 |                    | Выбыл пятым День 15                       | 4                |
| Дженна Льюис 22, Студентка колледжа              | Пагонг               | Раттана            | Выбыла девятой 2-й член жюри День 27      | 11               |
| Джоэл Клаг 27, Коммивояжёр                       | Пагонг               |                    | Выбыл шестым День 18                      | 4                |
| Жервез Питерсон 30, Тренер баскетбольной команды | Пагонг               | Раттана            | Выбыл десятым 3-й член жюри День 30       | 6                |
| Келли Вигглсворт 22, Речной гид                  | Таги                 | Раттана            | Финалист                                  | 0                |
| Коллин Хаскелл 23, Студентка                     | Пагонг               | Раттана            | Выбыла одиннадцатой 4-й член жюри День 33 | 7                |
| Рамона Грэй 29, Аптекарь                         | Пагонг               |                    | Выбыла четвертой День 12                  | 6                |
| Ричард Хэтч 39, Корпоративный тренер             | Таги                 | Раттана            | Победитель                                | 6                |
| Руди Бёш 72, Бывший «морской котик»              | Таги                 | Раттана            | Выбыл четырнадцатым 7-й член жюри День 38 | 8                |
| Соня Кристофер 63, Музыкант                      | Таги                 |                    | Выбыла первой День 3                      | 4                |
| Стэйси Стиллман 27, Юрист                        | Таги                 |                    | Выбыла третьей День 9                     | 6                |
| Сьюзан Хоук 38, Водитель грузовика               | Таги                 | Раттана            | Выбыла тринадцатой 6-й член жюри День 37  | 6                |
| Шон Кеннифф 30, Нейрохирург                      | Таги                 | Раттана            | Выбыл двенадцатым 5-й член жюри День 36   | 9                |

## Эпизоды
| Название эпизода               | Дата показа | Победитель состязания[2] | Победитель состязания[2] | Выбыл   |
| Название эпизода               | Дата показа | за награду               | за иммунитет             | Выбыл   |
| ------------------------------ | ----------- | ------------------------ | ------------------------ | ------- |
| «Заброшенные»                  | 31/05/2000  | Пагонг                   | Пагонг                   | Соня    |
| «Борьба поколений»             | 07/06/2000  | Пагонг                   | Таги                     | Б. Б.   |
| «В поисках еды»                | 14/06/2000  | Таги                     | Пагонг                   | Стэйси  |
| «Слишком поздно?»              | 21/06/2000  | Таги                     | Таги                     | Рамона  |
| «Отдавая всего себя»           | 28/06/2000  | Пагонг                   | Пагонг                   | Дирк    |
| «Месть коров»                  | 05/07/2000  | Пагонг                   | Таги                     | Джоэл   |
| «Объединение племен»           | 12/07/2000  | Нет                      | Грег                     | Гретчен |
| «Двуличность»                  | 19/07/2000  | Грег                     | Жервез                   | Грег    |
| «Старые и новые обязательства» | 26/07/2000  | Коллин [Дженна]          | Руди                     | Дженна  |
| «Раскол в альянсе»             | 02/08/2000  | Жервез                   | Ричард                   | Жервез  |
| «Длинные тяжелые дни»          | 09/08/2000  | Шон [Ричард]             | Келли                    | Коллин  |
| «Кончина альянса»              | 16/08/2000  | Келли                    | Келли                    | Шон     |
| «Финал сезона»                 | 23/08/2000  | Нет                      | Келли                    | Сьюзан  |
| «Финал сезона»                 | 23/08/2000  | Нет                      | Келли                    | Руди    |
| «Финал сезона»                 | 23/08/2000  | Голосование жюри         | Голосование жюри         | Келли   |
| «Финал сезона»                 | 23/08/2000  | Голосование жюри         | Голосование жюри         | Ричард  |

Эпизод 1. Заброшенные.
16 обычных американцев заброшены на пустынный остров Пулау Тига в Южно-Китайском море, вблизи от малайзийской части острова Борнео. 39 дней они должны выживать не только в условиях отсутствия цивилизации, но и в окружении самих себя, поскольку каждые три дня один из участников покидает игру. Шестнадцать человек разбиты на два племени — Таги и Пагонг. В первые три дня соплеменники знакомятся друг с другом.
Пагонг. Б. Б. берёт на себя лидерство в племени, что начинает раздражать остальных участников. Сам Б. Б. считает, что племя слишком много ленится и отдыхает. Рамона с трудом справляется с реальностями островной жизни — она слаба и плохо себя чувствует.
Таги. Ричард проводит беседу на тему «В каком направлении должна двигаться команда», чем вызывает недовольство некоторых участников. Руди чувствует, что молодое поколение племени настроено против него.
В соревновании за иммунитет Таги проигрывает, в том числе из-за Сони, которая не очень удачно выступила и подвела команду. После состязания Стэйси пытается создать женский альянс и исключить Руди из игры, но во время Совета Племени Сьюзан предаёт женщин и голосует против Сони. Соня становится первым участником, исключённым из игры.
Эпизод 2. Борьба поколений.
Таги. Отношения Руди и Стэйси продолжают ухудшаться, однако Ричард начинает испытывать симпатии к Руди, и они становятся друзьями. Шон испытывает терпение Сьюзан, хвастаясь перед всеми изобретённой им суперудочкой.
Пагонг. Грег и Коллин проводят много времени вместе, что расценивается другими, как начало романтических отношений. Рамоне по-прежнему нездоровится, а Б. Б. ссорится с Джоэлом по поводу лидерства в племени и только усиливает раздражение к себе со стороны соплеменников.
Испытание за иммунитет состоит в поедании насекомых. На тайбрейке Стэйси приносит победу Таги и племя Пагонг вынуждено идти на Совет Племени. Постирав одежду в скромном запасе чистой воды, Б. Б. подписал себе приговор и был исключен.
Эпизод 3. В поисках пищи.
Таги. Стэйси продолжает нагнетать обстановку в племени и настраивать всех против Руди. После выигранного испытания, Таги в награду получают набор для рыбалки, и Ричард решает повысить свою лояльность племени, став добытчиком рыбы.
Пагонг. Коллин и Грег продолжают сближаться. Проиграв рыболовные снасти в испытании, соплеменники вынуждены жарить крыс, в изобилии обитающих на острове.
После состязания за иммунитет на Совет Племени вынуждены идти Таги. Несмотря на непрекращающиеся попытки Стэйси настроить соплеменников против Руди, только Келли остается ей верна, а сама Стэйси становится третьей участницей, покидающей игру.
Эпизод 4. Слишком поздно?
Пагонг. После сильного шторма Пагонг вынужден перенести своё укрытие ближе к лесу. Рамона пришла в норму, но чувствует себя одинокой, а Грег изобретает телефон из кокосового ореха, по которому он общается с внешним миром.
Таги. После ухода Стэйси в племени стало более тихо, но Сьюзан считает, что некоторые могли бы работать усерднее. Шон строит на острове дорожку для боулинга, а Ричард строит альянс с Келли и Сьюзан.
Во время соревнований Таги были на высоте. Они смогли выиграть оба соревнования — за награду, где выложили на песке лучший сигнал СОС, и за иммунитет. На Совете Племени, несмотря на то, что в последние дни Рамона стала работать больше и лучше, именно она покидает Пагонг и игру в целом.
Эпизод 5. Отдавая всего себя.
Таги. Племя негативно относится к тому, что Шон и Дирк ничего не делают в лагере, хотя они пытаются искать маниоку и ловить рыбу.
Пагонг. Жервез и Джоэл начинают общаться все больше и больше, а Грег и Коллин по-прежнему находятся в стадии развитии отношений. Победа в соревновании за награду приносит Пагонгу корзину фруктов и живых цыплят, что поднимает мораль племени.
После состязания за иммунитет победу второй раз подряд празднует Пагонг, и Таги вынуждены идти на совет племени, на котором Дирк становится пятым участником, покидающим игру.
Эпизод 6. Месть коров.
Таги. Альянс четырёх окончательно сформировывается, когда Руди присоединяется к Ричарду, Сьюзан и Келли. Сьюзан обосновывает, от кого стоит избавиться в первую очередь в Пагонге.
Пагонг. Гретчен делает неожиданное заявление, а во время состязания за награду, которое Пагонг выигрывает, варан съедает оставшихся на пляже цыплят. Жервез настраивает против себя женщин, сравнивая весь женский пол с коровами, а поведение Джоэла ещё больше возмущает женщин, когда тот смеется и поддерживает это заявление.
Выиграв последнее состязание за групповой иммунитет, Таги посылают Пагонг на Совет Племени, после которого Джоэл покидает игру, заплатив высокую цену за своё поведение.
Эпизод 7. Объединение племен.
Племена наконец объединяются. Дженна и Шон выступают послами своих племен и за ужином решают переехать на пляж Таги, новое племя решено назвать Раттана. В это время альянс Таги обсуждает, кто станет их первой жертвой. После переезда Пагонга и объединения новые члены племени начинают раздражать Руди. Первым участником, получившим личный иммунитет, становится Грег, а во время Совета Племени становится понятно, что у Пагонга не было четкого плана на игру, когда они голосуют против разных людей. В результате план альянса Таги сработал и игру, к ужасу Пагонга, покидает Гретчен.
Эпизод 8. Двуличность.
Коллин, Дженна, Грег и Жервез возвращаются после Совета племени шокированными от того, что Гретчен покинула игру. Дженна начинает осознавать, что в Таги существует некий альянс. Ричард приходит в гнев от того, что один из голосов был против него и в наказание прекращает ловить рыбу. Сьюзан приходит к мнению, что альянсу необходимо как можно быстрее избавиться от Грега. Шон рассказывает всем о своей алфавитной стратегии голосования, по которой на Совете Племени он пишет имена в алфавитном порядке. Сьюзан характеризует эту стратегию, как «идиотскую». Во время состязания за награду участникам дают посмотреть краткие фрагменты видео с их семьями. Всем, кроме Дженны, плёнки которой организаторы получить не смогли. Дженна очень расстроена тем, что она не смогла увидеть своих дочек. Грег выигрывает соревнование и получает возможность посмотреть полное видео. После возвращения в лагерь Грег пытается влиять на Ричарда, однако тот осознаёт, какую большую угрозу представляет собой Грег. После того, как Жервез выигрывает иммунитет, на Совете Племени Грег покидает игру и становится первым членом жюри.
Эпизод 9. Старые и новые обязательства.
Бывшие члены племени Пагонг окончательно осознают, что Ричард, Руди, Сьюзан и Келли объединились в альянс против них и решают повернуть игру в свою сторону. После выигранного на состязании обеда с барбекю, Коллин пригласила на него Дженну, и они решили привлечь на свою сторону Жервеза, Шона и Келли. Первой жертвой они выбирают Ричарда, который в это время отмечает свой день рождения. Келли не сознается в том, что у них есть альянс, а Шон отказывается отступать от своей алфавитной стратегии и заявляет всем, что будет голосовать против Дженны. После того, как Руди выигрывает иммунитет, племя идет на Совет Племени. В то время, как Келли решает голосовать против Шона, остальная тройка альянса «подстраивается» под алфавитную стратегию, и Дженна становится вторым членом жюри.
Эпизод 10. Раскол в альянсе.
Во время состязания за награду, Жервез получает приятное известие, что он только что стал отцом. Обрадованный, Жервез выигрывает состязание и получает возможность поговорить по телефону со своей возлюбленной. Сьюзан недовольна, что Келли решила голосовать по-своему и не хочет играть «грязно». В результате, Келли и Сьюзан, бывшие подругами, быстро становятся врагами. Однако это не помогает двум оставшимся членам Пагонга. После того, как Ричард выигрывает иммунитет, альянс воссоединяется и Жервез покидает игру на Совете Племени, как самая большая угроза. Он становится третьим членом жюри.
Эпизод 11. Долгие тяжелые дни.
После ухода Жервеза, Коллин остается последним членом Пагонга. Однако альянс трещит по швам — Сьюзан и Келли разругались, а Ричард и Руди договорились вдвоем выйти в финал. После того, как Шон выигрывает награду, ему предоставляют ночь на шикарной яхте, где он встречает своего отца. Во время состязания за иммунитет Сьюзан, Ричард и Руди решают вычеркнуть на ближайшем совете Келли или Шона. Однако Келли выигрывает иммунитет и, казалось бы, судьба Шона решена. Но в последний момент альянс меняет решение, и Коллин покидает игру, становясь четвёртым членом жюри.
Эпизод 12. Кончина альянса.
В игре остались только пять бывших членов племени Таги. Сьюзан и Келли по-прежнему ссорятся, и Ричард приходит к мнению, что ситуация развивается в его пользу. Келли выигрывает последнее состязание за награду и получает возможность посетить местный бар и посмотреть первые пять минут шоу. В баре она признаёт, что игра действительно стала жесткой. Во время борьбы за иммунитет, игроки состязаются в познании местного фольклора. И опять лучшей становится Келли, разрушая планы Ричарда вычеркнуть её из игры. После Совета Племени Шон, единственный не состоявший в альянсе Таги участник, покидает игру и становится пятым членом жюри.
Эпизод 13. Финальная четвёрка.
В игре осталось всего четыре участника — Руди, Ричард, Сьюзан и Келли. Келли выигрывает свой очередной иммунитет. Во время Совета Племени голоса разделились между Ричардом и Сьюзан, однако во время повторного голосования Келли меняет своё решение и Сьюзан покидает игру, становясь шестым членом жюри. После церемонии воспоминания покинувших игру участников, оставшаяся тройка подходит к своему последнему испытанию на выносливость. Его опять выигрывает Келли и вычеркивает из игры Руди, предпочитая соревноваться в финале с Ричардом. Во время последнего Совета Племени жюри выбирает победителем игры Ричарда.

## История голосования
|            | Первоначальные племена | Первоначальные племена | Первоначальные племена | Первоначальные племена | Первоначальные племена | Первоначальные племена | Объединённое племя   | Объединённое племя | Объединённое племя | Объединённое племя | Объединённое племя | Объединённое племя | Объединённое племя    | Объединённое племя | Объединённое племя | Объединённое племя |
| ---------- | ---------------------- | ---------------------- | ---------------------- | ---------------------- | ---------------------- | ---------------------- | -------------------- | ------------------ | ------------------ | ------------------ | ------------------ | ------------------ | --------------------- | ------------------ | ------------------ | ------------------ |
| # эпизода: | 1                      | 2                      | 3                      | 4                      | 5                      | 6                      | 7                    | 8                  | 9                  | 10                 | 11                 | 12                 | Финал                 | Финал              | Финал              | Финал              |
| Выбыл:     | Соня 4/8 голосов       | Б. Б. 6/8 голосов      | Стэйси 5/7 голосов     | Рамона 4/7 голосов     | Дирк 4/6 голосов       | Джоэл 4/6 голосов      | Гретчен 4/10 голосов | Грег 6/9 голосов   | Дженна 4/8 голосов | Жервез 5/7 голосов | Коллин 4/6 голосов | Шон 4/5 голосов    | Сьюзан 2/4 голосов[3] | Руди 1 голос       | Келли 3/7 голосов  | Ричард 4/7 голосов |
| Дирк       | Соня                   |                        | Стэйси                 |                        | Сьюзан                 |                        |                      |                    |                    |                    |                    |                    |                       |                    |                    |                    |
| Келли      | Руди                   |                        | Руди                   |                        | Дирк                   |                        | Гретчен              | Грег               | Шон                | Жервез             | Шон                | Шон                | Ричард                | Руди               | Финалист           | Финалист           |
| Ричард     | Стэйси                 |                        | Стэйси                 |                        | Дирк                   |                        | Гретчен              | Грег               | Дженна             | Жервез             | Коллин             | Шон                | Сьюзан                |                    | Победитель         | Победитель         |
| Руди       | Соня                   |                        | Стэйси                 |                        | Дирк                   |                        | Гретчен              | Грег               | Дженна             | Жервез             | Коллин             | Шон                | Сьюзан                |                    |                    | Ричард             |
| Соня       | Руди                   |                        |                        |                        |                        |                        |                      |                    |                    |                    |                    |                    |                       |                    |                    |                    |
| Стэйси     | Руди                   |                        | Руди                   |                        |                        |                        |                      |                    |                    |                    |                    |                    |                       |                    |                    |                    |
| Сьюзан     | Соня                   |                        | Стэйси                 |                        | Дирк                   |                        | Гретчен              | Грег               | Дженна             | Жервез             | Коллин             | Шон                | Ричард                |                    |                    | Ричард             |
| Шон        | Соня                   |                        | Стэйси                 |                        | Руди                   |                        | Коллин               | Грег               | Дженна             | Жервез             | Коллин             | Сьюзан             |                       |                    |                    | Ричард             |
| Б. Б.      |                        | Рамона                 |                        |                        |                        |                        |                      |                    |                    |                    |                    |                    |                       |                    |                    |                    |
| Грег       |                        | Рамона                 |                        | Дженна                 |                        | Джоэл                  | Дженна               | Дженна             |                    |                    |                    |                    |                       |                    |                    | Ричард             |
| Гретчен    |                        | Б. Б.                  |                        | Рамона                 |                        | Джоэл                  | Руди                 |                    |                    |                    |                    |                    |                       |                    |                    |                    |
| Дженна     |                        | Б. Б.                  |                        | Рамона                 |                        | Джоэл                  | Жервез               | Грег               | Ричард             |                    |                    |                    |                       |                    | Келли              |                    |
| Джоэл      |                        | Б. Б.                  |                        | Рамона                 |                        | Дженна                 |                      |                    |                    |                    |                    |                    |                       |                    |                    |                    |
| Жервез     |                        | Б. Б.                  |                        | Коллин                 |                        | Дженна                 | Сьюзан               | Дженна             | Ричард             | Шон                |                    |                    |                       |                    | Келли              |                    |
| Коллин     |                        | Б. Б.                  |                        | Рамона                 |                        | Джоэл                  | Ричард               | Дженна             | Ричард             | Шон                | Шон                |                    |                       |                    | Келли              |                    |
| Рамона     |                        | Б. Б.                  |                        | Коллин                 |                        |                        |                      |                    |                    |                    |                    |                    |                       |                    |                    |                    |